# الطحاطيح (إب)

تعديل مصدري - تعديل

الطحاطيح محلة تابعة لقرية الجبب، التابعة لعزلة بلادشار بمديرية إب إحدى مديريات محافظة إب في الجمهورية اليمنية.، بلغ تعداد سكانها 32 حسب تعداد اليمن لعام 2004.